# Parachironomus bicornutus
Parachironomus bicornutus är en tvåvingeart som först beskrevs av Jean-Jacques Kieffer 1927.  Parachironomus bicornutus ingår i släktet Parachironomus och familjen fjädermyggor.
Artens utbredningsområde är Estland. Inga underarter finns listade i Catalogue of Life.